# Franciszek Wszołek
Franciszek Józef Wszołek (ur. 6 kwietnia 1923 w Gorlicach, zm. 18 sierpnia 2021 w Katowicach) – polski działacz partyjny, państwowy i sportowy, inżynier górnictwa, przedsiębiorca, podsekretarz stanu w Ministerstwie Górnictwa i Energetyki (1964–1969).

## Życiorys
Syn Emila i Marii. W 1939 ukończył gimnazjum ogólnokształcące w Gorlicach, w okresie okupacji praktykował w Kopalni Ropy Naftowej „Magdalena” w Gorlicach. Od 1942 do 1944 uczył się w Państwowej Szkole Górniczo-Hutniczej w Krakowie, powstałej w miejsce zlikwidowanej przez Niemców AGH (nostryfikacja dyplomu w 1945 w Technicznej Szkole Górniczej w Krakowie). W latach 1947–1950 studiował inżynierię górniczą na Akademii Górniczo-Hutniczej w Krakowie.
Pod koniec wojny przez dwa miesiące był więziony przez Gestapo w więzienie Montelupich, skąd zbiegł. Na początku 1945 przybył do Zabrza jako wysłannik rządu ds. przejmowania kopalń. Pracował jako sztygar w Kopalni Węgla Kamiennego „Ludwik” w Zabrzu (1945–1947), następnie jako sztygar, kierownik robót górniczych i naczelny inżynier KWK „Mikulczyce” w Zabrzu (1948–1953) oraz naczelny inżynier KWK „Concordia” w Zabrzu (1953–1955). Został szefem KWK „Wujek” w Katowicach (1955–1959) i naczelnym dyrektorem Dąbrowskiego Zjednoczenia Przemysłu Węglowego w Sosnowcu (1959–1964). Zajmował stanowisko prezesa klubów piłkarskich Stal/Zagłębie Sosnowiec (1961–1966; w tym okresie zespół sięgnął po Puchar Polski i Puchar Interligi) oraz GKS Tychy (1971–1972). Zajmował też stanowisko kierownicze w Rozwoju Katowice.
W lipcu 1946 wstąpił do Polskiej Partii Socjalistycznej, w 1948 włączonej do Polskiej Zjednoczonej Partii Robotniczej. Zajmował stanowiska członka plenum i egzekutywy POP PZPR przy kopalniach „Concordia” i „Wujek”, członka egzakutyw Komitetów Miejskich PZPR w Katowicach (1956–1959) i Sosnowcu (1959–1965), członka POP PZPR przy resorcie górnictwa i energetyki oraz członka plenum Komitetu Zakładowego przy KWK „Piast”.
Od listopada 1964 do lipca 1969 zajmował stanowisko podsekretarza stanu w Ministerstwie Górnictwa i Energetyki, odpowiadając m.in. za kwestie nafty i gazu oraz poszukiwania ich źródeł na Niżu Polskim. W przeciwieństwie do reszty kierownictwa resortu znajdującego się w Katowicach, rezydował w Warszawie. W styczniu 1970 został dyrektorem Kopalni Węgla Kamiennego „Piast” w Lędzinach. Następnie skierowany do pracy w dyplomacji (protestując przeciw temu, podjął zatrudnienie jako taksówkarz). W pierwszej połowie lat 70. przebywał w ambasadzie PRL w Berlinie. W połowie lat 70. został pełnomocnikiem rządu ds. eksportu na Afrykę Zachodnią, kierował także uruchomieniem trzech kopalni w Nigerii. W późniejszym okresie założył Fabrykę Maszyn Górniczych i Wiertniczych „Glinik”. Zajął się również działalnością gospodarczą, m.in. jako właściciel sklepu Baltony oraz prezes, doradca i członek rad nadzorczych spółek prawa handlowego. Pozostał aktywny zawodowo jeszcze po 90. roku życia.
Opublikował jedną książkę wspomnieniową. 25 sierpnia 2021 pochowany na cmentarzu w Gorlicach.